# Szank
Szank is een plaats (község) en gemeente in het Hongaarse comitaat Bács-Kiskun. Szank telt 2556 inwoners (2007).